# Comuna de Lipowiec Kościelny
Lipowiec Kościelny (polaco: Gmina Lipowiec Kościelny) é uma gminy (comuna) na Polónia, na voivodia de Mazóvia e no condado de Mławski. A sede do condado é a cidade de Lipowiec Kościelny.
De acordo com os censos de 2004, a comuna tem 5144 habitantes, com uma densidade 45 hab/km².

## Área
Estende-se por uma área de 114,21 km², incluindo:
- área agricola: 64%
- área florestal: 29%

## Demografia
Dados de 30 de Junho 2004:
|                      | Total   | Total | Mulheres | Mulheres | Homens  | Homens |
| -------------------- | ------- | ----- | -------- | -------- | ------- | ------ |
|                      | pessoas | %     | pessoas  | %        | pessoas | %      |
| População            | 5144    | 100   | 2606     | 50,7     | 2538    | 49,3   |
| Densidade (pop./km²) | 45      | 100   | 22,8     | 22,8     | 22,2    | 22,2   |

De acordo com dados de 2002, o rendimento médio per capita ascendia a 1089,87 zł.

## Comunas vizinhas
- Działdowo, Iłowo-Osada, Kuczbork-Osada, Mława, Szreńsk, Wiśniewo